# Дронеро
Дронеро (итал. Dronero) — коммуна в Италии, располагается в регионе Пьемонт, в провинции Кунео.
Население составляет 7151 человек (2008 г.), плотность населения составляет 123 чел./км². Занимает площадь 58 км². Почтовый индекс — 12025. Телефонный код — 0171.
Покровительницей коммуны почитается Пресвятая Богородица (Madonna di Ripoli), празднование во второе воскресение сентября.

## Демография
Динамика населения:

## Администрация коммуны
- Официальный сайт: http://www.comune.dronero.cn.it